# Danville (Geòrgia)
Danville és una població dels Estats Units a l'estat de Geòrgia. Segons el cens del 2000 tenia 373 habitants.

## Demografia
Segons el cens del 2000, Danville tenia 373 habitants, 141 habitatges, i 97 famílies. La densitat de població era de 180 habitants per km².
Dels 141 habitatges en un 27,7% hi vivien nens de menys de 18 anys, en un 40,4% hi vivien parelles casades, en un 23,4% dones solteres, i en un 31,2% no eren unitats familiars. En el 27,7% dels habitatges hi vivien persones soles el 9,9% de les quals corresponia a persones de 65 anys o més que vivien soles. El nombre mitjà de persones vivint en cada habitatge era de 2,65 i el nombre mitjà de persones que vivien en cada família era de 3,28.
Per edats la població es repartia de la següent manera: un 26,5% tenia menys de 18 anys, un 9,7% entre 18 i 24, un 25,2% entre 25 i 44, un 23,9% de 45 a 60 i un 14,7% 65 anys o més.
L'edat mediana era de 35 anys. Per cada 100 dones de 18 o més anys hi havia 75,6 homes.
La renda mediana per habitatge era de 28.036 $ i la renda mediana per família de 33.214 $. Els homes tenien una renda mediana de 30.375 $ mentre que les dones 17.500 $. La renda per capita de la població era de 12.281 $. Entorn del 15,2% de les famílies i el 21,8% de la població estaven per davall del llindar de pobresa.

## Poblacions més properes
El següent diagrama mostra les poblacions més properes.